# Gerrit Jacob de Vries
Gerrit Jacob de Vries (Haastrecht, 28 november 1905 – Baarn, 7 oktober 1990) was een Nederlands classicus en hoogleraar Grieks aan de Vrije Universiteit te Amsterdam.

## Levensloop
Hij was de zoon van de gereformeerde predikant Simon de Vries (1877-1952) en Jansje Kraaij. Hij volgde de gymnasiumopleiding in Arnhem en Zwolle. Onder invloed van zijn leraar klassieke talen P.J. Enk ging hij klassieke talen studeren, eerst aan de Vrije Universiteit te Amsterdam, waar R.H. Woltjer en H.J. Pos zijn leermeesters waren, en na zijn kandidaats aan de Universiteit Utrecht bij C.W. Vollgraff. Hij studeerde af in 1928 en promoveerde al in 1929 aan de Vrije Universiteit bij Pos op het proefschrift Bijdrage tot de psychologie van Tertullianus. Hij was één jaar leraar aan het Gereformeerd Gymnasium in Amsterdam en daarna van 1928 tot 1955 aan het Christelijk Lyceum in Zeist. In 1946 trouwde hij met Woutrina Adriana van Haaften. De Vries was actief lid van de Hervormde Kerk, waarvan hij in 1946 lid was geworden. In 1955 werd hij benoemd tot bijzonder hoogleraar Griekse taal- en letterkunde. Hij sprak op 6 mei van dat jaar zijn inaugurele rede De philoloog in de horde uit, en werd al op 29 juni benoemd tot gewoon hoogleraar, nadat R.H. Woltjer door een ongeluk om het leven kwam. In 1971 ging hij met emeritaat, waarbij hij de afscheidsrede Sappho’s keus uitsprak. Hij werd opgevolgd door Dick Schenkeveld.

## Werk
De Vries publiceerde over vele onderwerpen uit de Griekse literatuur van Homerus tot de late Oudheid. Hij had daarbij een voorkeur voor literaire theorie en stilistiek (hij schreef o.a. enkele belangrijke artikelen over Pseudo-Longinus), maar vooral voor Plato. In 1949 publiceerde hij zijn boek Spel bij Plato, waaraan hij tien jaar had gewerkt. In 1951 schreef hij een reactie op Poppers aanval op Plato met Antisthenes redivivus. Popper’s Attack on Plato. Het is een polemisch en wat slordig geschrift, dat getuigt van De Vries’ grote verering voor Plato. In 1952 kwam zijn Inleiding tot het denken van Plato uit, waarin hij in kort bestek Plato’s denkbeelden toegankelijk maakte (4e druk 1966). Zijn belangrijkste wetenschappelijke werk was A Commentary on the Phaedrus of Plato (1969). Uit zijn vele artikelen publiceerde hij de bundeling De zang der Sirenen (1969, 2e uitgebreide druk 1986, waarin ook een bibliografie van De Vries’ werk is opgenomen). 